# SARISTU Project
SARISTU (Smart Intelligent Aircraft Structures) je velký integrovaný letecký výzkumný projekt částečně financovaný evropskou unií v rámci 5. výzvy 7. Rámcového programu. Je zaměřen na snížení letové hmotnosti, provozních nákladů a zlepšení letových výkonů cestou snížení odporu a hluku vytvářených drakem letounu.
Konsorcium SARISTU tvoří 64 partnerů ze 16 evropských zemí. Projekt vedený společností AIRBUS je čtyřletý (09/2011 – 08/2015) a má rozpočet přibližně 51 mil. €.

## SARISTU Partneři
Mezi 64 partnery jsou :
- ALENIA AERMACCHI S.P.A AAEM
- AERNNOVA ENGINEERING SOLUTIONS IBERICA, S.A. Archivováno 7. 2. 2009 na Wayback Machine.
- AIRBUS
- AFYON KOCATEPE ÜNIVERSITESI REKTÖRLÜGÜ
- ALPEX Technologies GmbH  Archivováno 28. 2. 2012 na Wayback Machine.
- ATARD SAVUNMA VE HAVACILIK SANAYI ILERI TEKNOLOJI UYGULAMALARI ARASTIRMA VE GELISTIRME A.S.
- SHORT BROTHERS PLC
- CATALYSE SARL  Archivováno 29. 8. 2012 na Wayback Machine.
- CENTRE DE RECHERCHE EN AÉRONAUTIQUE ASBL - CENAERO
- CENTRO ITALIANO RICERCHE AEROSPAZIALI - S.C.P.A.  Archivováno 6. 5. 2009 na Wayback Machine.
- CENTRE NATIONAL DE LA RECHERCHE SCIENTIFIQUE
- CRITICAL MATERIALS, LDA  Archivováno 14. 3. 2012 na Wayback Machine.
- DEUTSCHES ZENTRUM FÜR LUFT- UND RAUMFAHRT E.V.
- EADS GMBH
- EASN TECHNOLOGY INNOVATION SERVICES B.V.B.A.
- FISCHER ADVANCED COMPOSITE - COMPONENTS AG*FACC AG
- FUNDACIÓN PARA LA INVESTIGACIÓN, DESARROLLO Y APLICACIÓN DE MATERIALES COMPUESTOS
- FRAUNHOFER-GESELLSCHAFT ZUR FOERDERUNG DER ANGEWANDTEN FORSCHUNG E.V.
- GKN AEROSPACE SERVICES LIMITED
- HELLENIC AEROSPACE INDUSTRY S.A
- ISRAEL AEROSPACE INDUSTRIES LTD.
- IMPERIAL COLLEGE OF SCIENCE, TECHNOLOGY AND MEDICINE
- INTEGRATED AEROSPACE SCIENCES CORPORATION O.E.
- INNOWATTECH LTD.
- INVENT INNOVATIVE VERBUNDWERKSTOFFEREALISATION UND VERMARKTUNG NEUERTECHNOLOGIEN GMBH
- KATHOLIEKE UNIVERSITEIT LEUVEN  Archivováno 5. 3. 2011 na Wayback Machine.
- KOK & VAN ENGELEN COMPOSITE STRUCTURES BV
- LATECOERE
- MARE ENGINEERING SPA
- NANOCYL SA
- NASTECH SRL - NOVEL AEROSPACE TECHNOLOGIES
- STICHTING NATIONAAL LUCHT EN RUIMTEVAARTLABORATORIUM
- OFFICE NATIONAL D'ÉTUDES ET DE RECHERCHES AÉROSPATIALES
- POLITECNICO DI MILANO  Archivováno 1. 5. 2021 na Wayback Machine.
- POLITECNICO DI TORINO
- REDAM SRL  Archivováno 12. 2. 2012 na Wayback Machine.
- RHEINISCH-WESTFAELISCHE TECHNISCHE HOCHSCHULE AACHEN
- SAAB AKTIEBOLAG
- SOCIÉTÉ ANONYME BELGE DE CONSTRUCTIONS AÉRONAUTIQUES
- SAMTECH S.A
- SEGULA AÉRONAUTIQUE
- SEGULA IndustrieHansa Deutschland GmbH
- SOCIÉTÉ NATIONALE DE CONSTRUCTIONS AÉRONAUTIQUES
- SWEREA SICOMP AB
- TUSAŞ-TURK HAVACILIK VE UZAY SANAYII A.S
- TEL-AVIV UNIVERSITY
- TECHNOBIS FIBRE TECHNOLOGIES BV  Archivováno 22. 4. 2012 na Wayback Machine.
- FUNDACJA PARTNERSTWA TECHNOLOGICZNEGO TECHNOLOGY PARTNERS
- FUNDATION TECNALIA RESEARCH & INNOVATION
- FEDERAL STATE UNITARY ENTERPRISE THE CENTRAL AEROHYDRODYNAMIC INSTITUTE NAMED AFTER PROF. N.E. ZHUKOVSKY TSAGI
- UNIVERSIDADE DE AVEIRO
- ALMA MATER STUDIORUM-UNIVERSITA DI BOLOGNA
- UNIVERSITA DEGLI STUDI DI NAPOLI FEDERICO II
- UNIVERSITÄT SIEGEN UNISI
- UNIVERSITÄT STUTTGART
- UNIVERSITY OF PATRAS
- UNIVERSIDAD POLITÉCNICA DE MADRID
- UNIVERSITY OF TWENTE
- VÝZKUMNÝ A ZKUSEBNI LETECKÝ USTAV, A.S.